# Philip Wharton (4e baron Wharton)
Philip Wharton, 4e baron Wharton (18 avril 1613-4 février 1696) est un soldat, homme politique et diplomate anglais. Il est en faveur des parlementaires pendant la Première révolution anglaise.

## Biographie
Il est le fils de Thomas Wharton d'Aske Hall et de son épouse Lady Philadelphia Carey, fille de Robert Carey (1er comte de Monmouth). Son père est décédé en 1622 et il hérite de la pairie à la mort de son grand-père, Philip Wharton (3e baron Wharton) en 1625. 
Il est nommé Lord Lieutenant du Buckinghamshire par le Parlement en juillet 1642. Il dirige une force armée pour s'emparer de Manchester, un bastion puritain. Cependant, James Stanley (7e comte de Derby) arrive le premier. Néanmoins, certains habitants résistent à son entrée dans la ville. C'est l'une des premières escarmouches de la première guerre civile anglaise. Il siège également au Comité des deux royaumes. Il est impliqué dans le dévoilement d'un complot impliquant Thomas Ogle, qui visait à séparer les Covenanters écossais et le Parlement anglais, tout en attirant simultanément les indépendants pour soutenir le roi en échange de la tolérance religieuse. Il est un puritain et un favori d'Oliver Cromwell. 
Après la restauration de la monarchie, il rencontre souvent des difficultés avec la Couronne. En 1676, il est emprisonné dans la Tour de Londres et plus tard (en 1685) fuit le pays lorsque le roi Jacques II arrive sur le trône. 
Il passe du temps à l'étranger à la Cour du Prince d'Orange et par la suite, il revient en faveur lorsque ce dernier accède au trône d'Angleterre en 1688. Il est inébranlable dans son admiration pour Cromwell et sa conviction que le Parlement a eu raison dans la guerre civile: en 1689, il demande avec colère à Henry Hyde (2e comte de Clarendon), de retirer une référence à la guerre civile en tant que rébellion. 

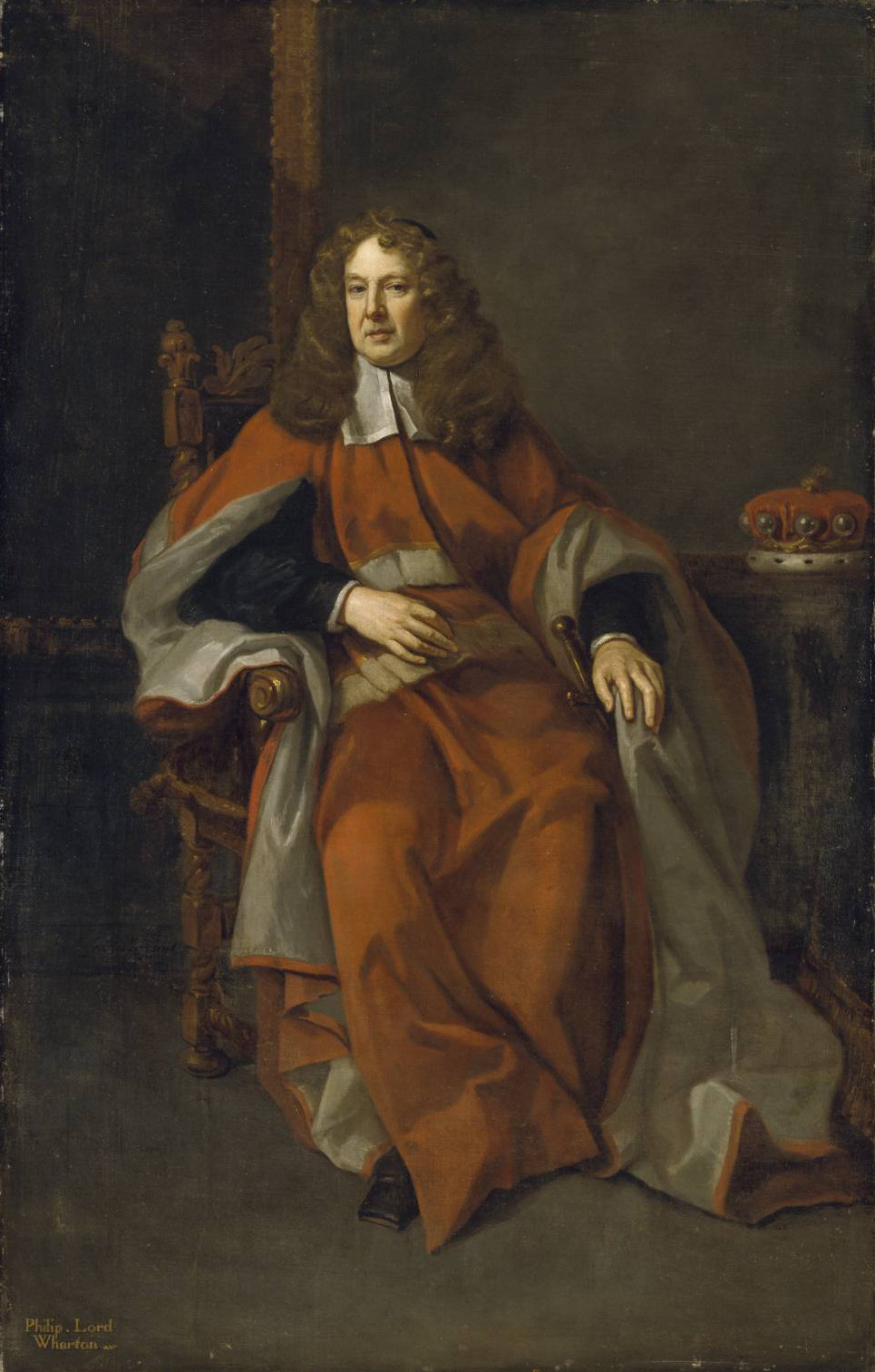
Lord Wharton dans un portrait de 1685 par Godfrey Kneller

Il a une fille survivante, Elizabeth, de sa première épouse, Elizabeth Wandesford. Par sa deuxième épouse, Jane, fille unique du colonel Arthur Goodwin (en) et héritière des vastes domaines Goodwin dans le Buckinghamshire, il a sept enfants supplémentaires: Anne, Margaret, Thomas Wharton (1er marquis de Wharton), Mary, Goodwin Wharton, Philadelphie et Henry. Le 21 avril 1658, sa deuxième épouse Jane meurt et le 26 août 1661, il se marie pour la troisième fois avec Anne Popham (née Carr), la veuve du colonel Edward Popham (en). Anne a deux enfants de son mariage avec George: Letitia, 13 ans, et Alexander, 12 ans. Alexander est un muet sourd et sous la direction de John Wallis à Oxford, il est l'un des premiers sourds au monde à apprendre à parler. Lord Wharton et sa troisième femme ont un fils nommé William, né vers juin / juillet 1662  William est décédé le 14 décembre 1687, tué en duel. 
Lord Wharton est un éminent collectionneur et mécène d'art. Dans les années 1630, il commande une série de portraits peints par Antoine van Dyck de plusieurs membres de sa famille, dont lui-même, sa femme Jane, son beau-père Arthur Goodwin et ses filles Philadelphie et Elizabeth. 
Lord Wharton soutient beaucoup les ministres de l'église, en particulier ceux qui partagent ses points de vue . il donne également de l'argent pour établir des chapelles à Ravenstonedale et Smarber et pour pourvoir aux ministres aux deux endroits. Cette dernière survit sous le nom de Low Row United Reformed Church. 
Dans son testament, il laisse un terrain près de York pour soutenir une œuvre caritative biblique, qui est consacrée à la distribution de bibles aux enfants à utiliser en dehors de l'église ou de l'école. Les termes du testament exigent que le destinataire apprenne par cœur les 1er, 15e, 25e, 37e, 101e, 113e, 145e psaumes. Il exige également que le catéchisme plus court soit également inclus. Plusieurs milliers de Bibles sont distribuées et la Fiducie continue de distribuer des Bibles aux moins de dix-huit ans . 